# Jeomchon-dong
Jeomchon-dong (koreanska: 점촌동) är en stadsdel i stadskommunen Mungyeong i provinsen Norra Gyeongsang i den centrala delen av
Sydkorea, 150 km sydost om huvudstaden Seoul. Jeomchon-dong är kommunens största ort och dess administrativa huvudort, med stadshuset i Jeomchon 5-dong.

## Indelning
Administrativt är Jeomchon-dong indelat i:
| Namn    | Namn                 | Yta km² | Invånare 31 dec 2020 |
| ------- | -------------------- | ------- | -------------------- |
| 점촌1동 | Jeomchon 1(il)-dong  | 0,89    | 5 845                |
| 점촌2동 | Jeomchon 2(i)-dong   | 4,58    | 7 182                |
| 점촌3동 | Jeomchon 3(sam)-dong | 9,00    | 9 163                |
| 점촌4동 | Jeomchon 4(sa)-dong  | 29,63   | 3 221                |
| 점촌5동 | Jeomchon 5(o)-dong   | 2,05    | 16 475               |